# 法雨寺 (臺北市)
法雨寺位於台灣台北市北投區登山路之仿古廟宇建築，為主祀釋迦牟尼之佛教廟宇。該寺建於1905年。另外，該廟宇的組織型態為財團法人制，祭典日期則是每年農曆之二月初八。